# Eishockey-Weltmeisterschaft der U18-Frauen 2016
Die 9. Eishockey-Weltmeisterschaften der U18-Frauen der Internationalen Eishockey-Föderation IIHF waren die Eishockey-Weltmeisterschaften des Jahres 2016 in der Altersklasse der Unter-Achtzehnjährigen (U18). Insgesamt nahmen zwischen dem 7. und 16. Januar 2016 22 Nationalmannschaften an den drei Turnieren der Top-Division sowie der Division I und Qualifikation zu selbiger teil.

## Teilnehmer, Austragungsorte und -zeiträume
- Top-Division: 8. bis 15. Januar 2016 in St. Catharines, Ontario, Kanada

Teilnehmer:  Finnland,  Frankreich (Aufsteiger),  Kanada,  Russland,  Schweden,  Schweiz,  Tschechien,  USA (Titelverteidiger)
- Division I: 10. bis 16. Januar 2016 in Miskolc, Ungarn

Teilnehmer:  Dänemark (Aufsteiger),  Deutschland,  Japan (Absteiger),  Norwegen,  Slowakei,  Ungarn
- Qualifikation zur Division I: 7. bis 11. Januar 2016 in Spittal an der Drau und Radenthein, Österreich

Teilnehmer:  Australien (Neuling),  Volksrepublik China,  Großbritannien,  Italien,  Kasachstan,  Österreich (Absteiger),  Polen,  Rumänien (Neuling)

## Top-Division
Die U18-Weltmeisterschaft der Top-Division fand vom 8. bis 15. Januar 2016 im kanadischen St. Catharines im Bundesstaat Ontario statt. Die Spiele wurden in zwei Hallen, dem Meridian Centre und dem Seymour-Hannah Centre, mit einer Kapazität von bis zu 1.500 Plätzen ausgetragen. Insgesamt besuchten 34.520 Zuschauer die 21 Turnierspiele, was einem Schnitt von 1.569 pro Partie entsprach.
Am Turnier nahmen acht Nationalmannschaften teil, die in zwei leistungsmäßig abgestuften Gruppen zu je vier Teams spielten. Dabei setzten sich die beiden Gruppen nach den Platzierungen der Nationalmannschaften bei der Weltmeisterschaft 2015 nach folgendem Schlüssel zusammen:
| Gruppe A       | Gruppe B       |
| USA (1)        | Finnland (5)   |
| Kanada (2)     | Schweden (6)   |
| Russland (3)   | Schweiz (7)    |
| Tschechien (4) | Frankreich (9) |

### Modus
Nach den Gruppenspielen der Vorrunde qualifizierten sich der Gruppenerste und -zweite der Gruppe A direkt für das Halbfinale. Der Dritte und Vierte derselben Gruppe erreichte das Viertelfinale. In der Gruppe B galt dies für den Gruppenersten und -zweiten. Die Teams im Viertelfinale bestritten je ein Qualifikationsspiel zur Halbfinalteilnahme. Der Dritte und Vierte der Gruppe B bestritten eine Best-of-Three-Runde um den siebten Platz sowie den Abstieg in die Division IA.

### Austragungsorte
| \| St. Catharines \|                 |
| Austragungsort der Weltmeisterschaft |
| St. Catharines                       |

| St. Catharines |

### Vorrunde

#### Gruppe A
| 8. Januar 2016 16:00 Uhr (Ortszeit) | 8. Januar 2016 22:00 Uhr (MEZ) | USA | 6:0 (2:0, 1:0, 3:0) Spielbericht | Tschechien | Meridian Centre, St. Catharines Zuschauer: 584 |

| 8. Januar 2016 19:30 Uhr | 9. Januar 2016 1:30 Uhr | Kanada | 5:2 (2:0, 3:2, 0:0) Spielbericht | Russland | Meridian Centre, St. Catharines Zuschauer: 3.564 |

| 9. Januar 2016 16:00 Uhr | 9. Januar 2016 22:00 Uhr | Russland | 0:6 (0:0, 0:4, 0:2) Spielbericht | USA | Meridian Centre, St. Catharines Zuschauer: 1.707 |

| 9. Januar 2016 19:30 Uhr | 10. Januar 2016 1:30 Uhr | Kanada | 11:0 (3:0, 7:0, 1:0) Spielbericht | Tschechien | Meridian Centre, St. Catharines Zuschauer: 3.389 |

| 11. Januar 2016 16:00 Uhr | 11. Januar 2016 22:00 Uhr | Tschechien | 2:3 (0:1, 0:2, 2:0) Spielbericht | Russland | Meridian Centre, St. Catharines Zuschauer: 797 |

| 11. Januar 2016 19:30 Uhr | 12. Januar 2016 1:30 Uhr | USA | 4:1 (2:0, 1:0, 1:1) Spielbericht | Kanada | Meridian Centre, St. Catharines Zuschauer: 4.016 |

| Pl. |            | Sp | S | OTS | OTN | N | Tore  | Punkte |
| 1.  | USA        | 3  | 3 | 0   | 0   | 0 | 16:01 | 9      |
| 2.  | Kanada     | 3  | 2 | 0   | 0   | 1 | 17:06 | 6      |
| 3.  | Russland   | 3  | 1 | 0   | 0   | 2 | 05:13 | 3      |
| 4.  | Tschechien | 3  | 0 | 0   | 0   | 3 | 02:20 | 0      |

Abkürzungen: Pl. = Platz, Sp = Spiele, S = Siege, OTS = Siege nach Verlängerung (Overtime) oder Penaltyschießen, OTN = Niederlagen nach Verlängerung oder Penaltyschießen, N = Niederlagen

Erläuterungen: Halbfinalqualifikant, Viertelfinalqualifikant

#### Gruppe B
| 8. Januar 2016 12:00 Uhr (Ortszeit) | 8. Januar 2016 18:00 Uhr (MEZ) | Finnland | 11:1 (2:0, 5:0, 4:1) Spielbericht | Frankreich | Meridian Centre, St. Catharines Zuschauer: 3.521 |

| 8. Januar 2016 14:00 Uhr | 8. Januar 2016 20:00 Uhr | Schweden | 5:1 (3:0, 1:0, 1:1) Spielbericht | Schweiz | Seymour-Hannah Centre, St. Catharines Zuschauer: 471 |

| 9. Januar 2016 12:00 Uhr | 9. Januar 2016 18:00 Uhr | Schweiz | 2:0 (0:0, 1:0, 1:0) Spielbericht | Finnland | Meridian Centre, St. Catharines Zuschauer: 578 |

| 9. Januar 2016 14:00 Uhr | 9. Januar 2016 20:00 Uhr | Schweden | 7:0 (2:0, 3:0, 2:0) Spielbericht | Frankreich | Seymour-Hannah Centre, St. Catharines Zuschauer: 406 |

| 11. Januar 2016 12:00 Uhr | 11. Januar 2016 18:00 Uhr | Finnland | 3:1 (1:0, 1:1, 1:0) Spielbericht | Schweden | Meridian Centre, St. Catharines Zuschauer: 2.635 |

| 11. Januar 2016 14:00 Uhr | 11. Januar 2016 20:00 Uhr | Schweiz | 6:0 (1:0, 3:0, 2:0) Spielbericht | Frankreich | Seymour-Hannah Centre, St. Catharines Zuschauer: 211 |

| Pl. |            | Sp | S | OTS | OTN | N | Tore  | Punkte |
| 1.  | Schweden   | 3  | 2 | 0   | 0   | 1 | 13:04 | 6      |
| 2.  | Finnland   | 3  | 2 | 0   | 0   | 1 | 14:04 | 6      |
| 3.  | Schweiz    | 3  | 2 | 0   | 0   | 1 | 09:05 | 6      |
| 4.  | Frankreich | 3  | 0 | 0   | 0   | 3 | 01:24 | 0      |

Abkürzungen: Pl. = Platz, Sp = Spiele, S = Siege, OTS = Siege nach Verlängerung (Overtime) oder Penaltyschießen, OTN = Niederlagen nach Verlängerung oder Penaltyschießen, N = Niederlagen

Erläuterungen: Viertelfinalqualifikant, Abstiegsrundenqualifikant

### Abstiegsrunde
Die Relegationsrunde wurde im Modus Best-of-Three ausgetragen. Hierbei trafen der Dritt- und Viertplatzierte der Gruppe B aufeinander. Die Mannschaft, die von maximal drei Spielen zuerst zwei für sich entscheiden konnte, verblieb in der WM-Gruppe, der Verlierer stieg in die Division I ab.
| 12. Januar 2016 12:00 Uhr (Ortszeit) | 12. Januar 2016 18:00 Uhr (MEZ) | Schweiz | 5:1 (2:1, 0:0, 3:0) Spielbericht Stand: 1:0 | Frankreich | Meridian Centre, St. Catharines Zuschauer: 224 |

| 14. Januar 2016 12:00 Uhr | 14. Januar 2016 18:00 Uhr | Frankreich | 0:2 (0:1, 0:0, 0:1) Spielbericht Stand: 0:2 | Schweiz | Meridian Centre, St. Catharines Zuschauer: 537 |

### Finalrunde
|  | Viertelfinale    | Viertelfinale | Viertelfinale |    |          | Halbfinale | Halbfinale | Halbfinale |    |          | Finale           | Finale           | Finale           |
|  |                  |               |               |    |          |            |            |            |    |          |                  |                  |                  |
|  |                  |               |               |    |          | A1         | USA        | 4          |    |          |                  |                  |                  |
|  | A4               | Tschechien    | 2             |    |          | B1         | Schweden   | 0          |    |          |                  |                  |                  |
|  | B1               | Schweden      | 3             |    |          |            |            |            |    | A1       | USA              | 3                |                  |
|  |                  |               |               |    | A2       | Kanada     | 2          |            |    |          |                  |                  |                  |
|  |                  |               |               | A2 | Kanada   | 4          |            |            |    |          |                  |                  |                  |
|  | A3               | Russland      | 3             |    |          | A3         | Russland   | 0          |    |          | Spiel um Platz 3 | Spiel um Platz 3 | Spiel um Platz 3 |
|  | B2               | Finnland      | 0             |    |          |            |            |            | A3 | Russland | 1                |                  |                  |
|  |                  |               |               | B1 | Schweden | 2          |            |            |    |          |                  |                  |                  |
|  |                  |               |               |    |          |            |            |            |    |          |                  |                  |                  |
|  | Spiel um Platz 5 |               |               |    |          |            |            |            |    |          |                  |                  |                  |
|  | A4               | Tschechien    | 3             |    |          |            |            |            |    |          |                  |                  |                  |
|  | B2               | Finnland      | 1             |    |          |            |            |            |    |          |                  |                  |                  |

#### Viertelfinale
| 12. Januar 2016 16:00 Uhr (Ortszeit) | 12. Januar 2016 22:00 Uhr (MEZ) | Tschechien | 2:3 (0:0, 2:1, 0:2) Spielbericht | Schweden | Meridian Centre, St. Catharines Zuschauer: 444 |

| 12. Januar 2016 19:30 Uhr | 13. Januar 2016 1:30 Uhr | Russland | 3:0 (1:0, 0:0, 2:0) Spielbericht | Finnland | Meridian Centre, St. Catharines Zuschauer: 1.011 |

#### Spiel um Platz 5
| 14. Januar 2016 12:00 Uhr | 14. Januar 2016 18:00 Uhr | Tschechien | 3:1 (1:0, 1:0, 1:1) Spielbericht | Finnland | Seymour-Hannah Centre, St. Catharines Zuschauer: 187 |

#### Halbfinale
| 14. Januar 2016 16:00 Uhr | 14. Januar 2016 22:00 Uhr | USA | 4:0 (1:0, 2:0, 1:0) Spielbericht | Schweden | Meridian Centre, St. Catharines Zuschauer: 711 |

| 14. Januar 2016 19:30 Uhr | 15. Januar 2016 1:30 Uhr | Kanada | 4:0 (1:0, 1:0, 2:0) Spielbericht | Russland | Meridian Centre, St. Catharines Zuschauer: 2.819 |

#### Spiel um Platz 3
| 15. Januar 2016 16:00 Uhr | 15. Januar 2016 22:00 Uhr | Russland | 1:2 (0:2, 0:0, 1:0) Spielbericht | Schweden | Meridian Centre, St. Catharines Zuschauer: 1.192 |

#### Finale
| 15. Januar 2016 19:30 Uhr | 16. Januar 2016 1:30 Uhr | USA | 3:2 n. V. (0:1, 1:1, 1:0, 1:0) Spielbericht | Kanada | Meridian Centre, St. Catharines Zuschauer: 5.516 |

### Statistik

#### Beste Scorerinnen
Abkürzungen: Sp = Spiele, T = Tore, V = Assists, Pkt = Punkte, +/− = Plus/Minus, SM = Strafminuten; Fett: Turnierbestwert
| Spieler           | Team     | Sp | T | V | Pkt | +/− | SM |
| ----------------- | -------- | -- | - | - | --- | --- | -- |
| Alina Müller      | Schweiz  | 5  | 7 | 2 | 9   | +5  | 10 |
| Natalie Snodgrass | USA      | 5  | 6 | 1 | 7   | +8  | 6  |
| Fanusa Kadirowa   | Russland | 6  | 5 | 2 | 7   | +1  | 0  |
| Rahel Enzler      | Schweiz  | 5  | 1 | 6 | 7   | +4  | 0  |
| Jessica Adolfsson | Schweden | 6  | 1 | 6 | 7   | +2  | 6  |
| Becca Gilmore     | USA      | 5  | 4 | 2 | 6   | +6  | 0  |
| Petra Nieminen    | Finnland | 5  | 4 | 2 | 6   | +4  | 2  |
| Celine Tedenby    | Schweden | 6  | 4 | 2 | 6   | +2  | 6  |
| Ashton Bell       | Kanada   | 5  | 3 | 3 | 6   | +6  | 0  |
| Jenniina Nylund   | Finnland | 5  | 2 | 4 | 6   | +2  | 4  |

#### Beste Torhüterinnen
Abkürzungen: Sp = Spiele, Min = Eiszeit (in Minuten), GT = Gegentore, SO = Shutouts, Sv% = gehaltene Schüsse (in %), GTS = Gegentorschnitt; Fett: Turnierbestwert
| Spieler             | Team     | Sp | Min    | GT | SO | Sv%   | GTS  |
| ------------------- | -------- | -- | ------ | -- | -- | ----- | ---- |
| Alex Gulstene       | USA      | 3  | 181:47 | 3  | 1  | 95,45 | 0,99 |
| Tiia Pajarinen      | Finnland | 3  | 179:36 | 4  | 0  | 93,33 | 1,34 |
| Emma Söderberg      | Schweden | 4  | 240:00 | 7  | 0  | 93,27 | 1,75 |
| Vanessa Bolinger    | Schweiz  | 5  | 279:36 | 6  | 2  | 91,04 | 1,29 |
| Walerija Tarakanowa | Russland | 6  | 288:40 | 14 | 1  | 90,07 | 2,91 |

### Abschlussplatzierungen
| Pl. | Team       |
| --- | ---------- |
| 1   | USA        |
| 2   | Kanada     |
| 3   | Schweden   |
| 4   | Russland   |
| 5   | Tschechien |
| 6   | Finnland   |
| 7   | Schweiz    |
| 8   | Frankreich |

### Titel, Auf- und Abstieg
| Weltmeister USA | Cayla Barnes, Grace Bowlby, Sydney Brodt, Emily Brown, Jesse Compher, Becca Gilmore, Alex Gulstene, Taylor Heise, Natalie Heising, Crystalyn Hengler, Makayla Langei, Beth Larcom, Patricia Marshall, Presley Norby, Emily Oden, Gracie Ostertag, Catherine Skaja, Natalie Snodgrass, Taylor Wente, Madeline Wethington, Alex Woken, Grace Zumwinkle Trainer: Joel Johnson |

| Silber Kanada | Lindsay Agnew, Ashton Bell, Annie Berg, Jaime Bourbonnais, Codie Cross, Édith D’Astous-Moreau, Julia Edgar, Jalyn Elmes, Céline Frappier, Kayla Friesen, Ryleigh Houston, Victoria Howran, Olivia Knowles, Emma Maltais, Stephanie Neatby, Kristin O’Neill, Sheridan Oswald, Amy Potomak, Malia Schneider, Sophie Shirley, Saroya Tinker, Daryl Watts Trainerin: Lisa Haley |

| Bronze Schweden | Jessica Adolfsson, Linnéa Andersson, Kajsa Armborg, Ebba Berglund, Matilda af Bjur, Mariam El-Mahmadi, Emma Eriksson, Sara Hjalmarsson, Wilma Johansson, Ellen Jonsson, Felicia Linder, Sofie Lundin, Emma Murén, Solveig Neunzert, Ida Nikula, Maja Nylén Persson, Hanna Olsson, Ida Press, Sofia Reideborn, Emma Söderberg, Celine Tedenby, Moa Wernblom, Felizia Wikner Zienkiewicz Trainerin: Ylva Martinsen |

| Absteiger in die Division IA:   | Frankreich |
| Aufsteiger in die Top-Division: | Japan      |

### Auszeichnungen
Spielertrophäen
| Auszeichnung          | Spielerin           | Team     |
| --------------------- | ------------------- | -------- |
| Beste Torhüterin      | Emma Söderberg      | Schweden |
| Beste Verteidigerin   | Cayla Barnes        | USA      |
| Beste Stürmerin       | Alina Müller        | Schweiz  |
| Wertvollste Spielerin | Walerija Tarakanowa | Russland |

All-Star-Team
| Angriff:      | Ashton Bell – Alina Müller – Fanusa Kadirowa |
| Verteidigung: | Cayla Barnes – Jessica Adolfsson             |
| Tor:          | Emma Söderberg                               |

## Division I
Das Turnier der Division I wurde vom 10. bis 16. Januar 2016 im ungarischen Miskolc ausgetragen. Die Spiele fanden im 1.304 Zuschauer fassenden Miksolci Jégcsarnok statt. Insgesamt besuchten 1.660 Zuschauer die 15 Turnierspiele, was einem Schnitt von 110 pro Partie entspricht.
| 10. Januar 2016 12:30 Uhr (Ortszeit) | Dänemark | 0:3 (0:0, 0:1, 0:2) Spielbericht | Japan | Miksolci Jégcsarnok, Miskolc Zuschauer: 55 |

| 10. Januar 2016 16:00 Uhr | Deutschland | 5:1 (0:1, 4:0, 1:0) Spielbericht | Norwegen | Miksolci Jégcsarnok, Miskolc Zuschauer: 110 |

| 10. Januar 2016 19:30 Uhr | Ungarn | 0:5 (0:3, 0:0, 0:2) Spielbericht | Slowakei | Miksolci Jégcsarnok, Miskolc Zuschauer: 350 |

| 11. Januar 2016 12:30 Uhr | Japan | 3:1 (0:1, 1:0, 2:0) Spielbericht | Deutschland | Miksolci Jégcsarnok, Miskolc Zuschauer: 45 |

| 11. Januar 2016 16:00 Uhr | Slowakei | 5:0 (1:0, 4:0, 0:0) Spielbericht | Dänemark | Miksolci Jégcsarnok, Miskolc Zuschauer: 40 |

| 11. Januar 2016 19:30 Uhr | Norwegen | 5:0 (1:0, 1:0, 3:0) Spielbericht | Ungarn | Miksolci Jégcsarnok, Miskolc Zuschauer: 150 |

| 13. Januar 2016 12:30 Uhr | Norwegen | 2:5 (1:0, 0:2, 1:3) Spielbericht | Slowakei | Miksolci Jégcsarnok, Miskolc Zuschauer: 85 |

| 13. Januar 2016 16:00 Uhr | Dänemark | 1:3 (0:0, 0:1, 1:2) Spielbericht | Deutschland | Miksolci Jégcsarnok, Miskolc Zuschauer: 65 |

| 13. Januar 2016 19:30 Uhr | Japan | 7:0 (2:0, 4:0, 1:0) Spielbericht | Ungarn | Miksolci Jégcsarnok, Miskolc Zuschauer: 120 |

| 14. Januar 2016 12:30 Uhr | Norwegen | 6:1 (2:0, 3:0, 1:1) Spielbericht | Dänemark | Miksolci Jégcsarnok, Miskolc Zuschauer: 55 |

| 14. Januar 2016 16:00 Uhr | Slowakei | 1:4 (0:2, 1:0, 0:2) Spielbericht | Japan | Miksolci Jégcsarnok, Miskolc Zuschauer: 90 |

| 14. Januar 2016 19:30 Uhr | Deutschland | 7:1 (2:0, 4:0, 1:1) Spielbericht | Ungarn | Miksolci Jégcsarnok, Miskolc Zuschauer: 100 |

| 16. Januar 2016 12:30 Uhr | Slowakei | 2:3 n. V. (1:0, 1:1, 0:1, 0:1) Spielbericht | Deutschland | Miksolci Jégcsarnok, Miskolc Zuschauer: 95 |

| 16. Januar 2016 16:00 Uhr | Japan | 1:0 (1:0, 0:0, 0:0) Spielbericht | Norwegen | Miksolci Jégcsarnok, Miskolc Zuschauer: 50 |

| 16. Januar 2016 19:30 Uhr | Ungarn | 3:0 (2:0, 1:0, 0:0) Spielbericht | Dänemark | Miksolci Jégcsarnok, Miskolc Zuschauer: 250 |

| Pl. |             | Sp | S | OTS | OTN | N | Tore  | Punkte |
| 1.  | Japan       | 5  | 5 | 0   | 0   | 0 | 18:02 | 15     |
| 2.  | Deutschland | 5  | 3 | 1   | 0   | 1 | 19:08 | 11     |
| 3.  | Slowakei    | 5  | 3 | 0   | 1   | 1 | 18:09 | 10     |
| 4.  | Norwegen    | 5  | 2 | 0   | 0   | 3 | 14:12 | 6      |
| 5.  | Ungarn      | 5  | 1 | 0   | 0   | 4 | 04:24 | 3      |
| 6.  | Dänemark    | 5  | 0 | 0   | 0   | 5 | 02:21 | 0      |

Abkürzungen: Pl. = Platz, Sp = Spiele, S = Siege, OTS = Siege nach Verlängerung (Overtime) oder Penaltyschießen, OTN = Niederlagen nach Verlängerung oder Penaltyschießen, N = Niederlagen

Erläuterungen: Aufsteiger in die Top-Division, Absteiger in die Division IB

### Auf- und Abstieg
| Absteiger in die Division IA:   | Frankreich |
| Aufsteiger in die Top-Division: | Japan      |
| Absteiger in die Division IB:   | Dänemark   |
| Aufsteiger in die Division IA:  | Österreich |

## Qualifikation zur Division IA
Das Qualifikationsturnier zur Division IA des Folgejahres wurde vom 7. bis 11. Januar 2016 in den österreichischen Ortschaften Spittal an der Drau und Radenthein ausgetragen. Die Spiele fanden in der 500 Zuschauer fassenden Eis-Sport-Arena, sowie in der 300 Zuschauer fassenden Nockhalle statt. Insgesamt besuchten 3.993 Zuschauer die 16 Turnierspiele, was einem Schnitt von 249 Zuschauern pro Partie entspricht. Der Sieger des Turniers, die österreichische U18-Nationalmannschaft, qualifizierte sich für die Division IA des Folgejahres, während die Mannschaften der Plätze zwei bis fünf die neue Division IB bildeten.

### Vorrunde

#### Gruppe A
| 7. Januar 2016 12:00 Uhr (Ortszeit) | Kasachstan | 5:2 (2:1, 0:1, 3:0) Spielbericht | Volksrepublik China | Eis-Sport-Arena, Spittal an der Drau Zuschauer: keine Angabe |

| 7. Januar 2016 15:30 Uhr | Österreich | 12:0 (3:0, 5:0, 4:0) Spielbericht | Rumänien | Eis-Sport-Arena, Spittal an der Drau Zuschauer: keine Angabe |

| 8. Januar 2016 12:00 Uhr | Kasachstan | 15:0 (5:0, 3:0, 7:0) Spielbericht | Rumänien | Eis-Sport-Arena, Spittal an der Drau Zuschauer: 150 |

| 8. Januar 2016 15:30 Uhr | Volksrepublik China | 1:3 (0:1, 1:1, 0:1) Spielbericht | Österreich | Eis-Sport-Arena, Spittal an der Drau Zuschauer: 590 |

| 10. Januar 2016 12:00 Uhr | Rumänien | 3:9 (0:0, 1:6, 2:3) Spielbericht | Volksrepublik China | Eis-Sport-Arena, Spittal an der Drau Zuschauer: 110 |

| 10. Januar 2016 15:30 Uhr | Österreich | 5:0 (3:0, 0:0, 2:0) Spielbericht | Kasachstan | Eis-Sport-Arena, Spittal an der Drau Zuschauer: 625 |

| Pl. |                     | Sp | S | OTS | OTN | N | Tore  | Punkte |
| 1.  | Österreich          | 3  | 3 | 0   | 0   | 0 | 20:01 | 9      |
| 2.  | Kasachstan          | 3  | 2 | 0   | 0   | 1 | 20:07 | 6      |
| 3.  | Volksrepublik China | 3  | 1 | 0   | 0   | 2 | 12:11 | 3      |
| 4.  | Rumänien            | 3  | 0 | 0   | 0   | 3 | 03:36 | 0      |

Abkürzungen: Pl. = Platz, Sp = Spiele, S = Siege, OTS = Siege nach Verlängerung (Overtime) oder Penaltyschießen, OTN = Niederlagen nach Verlängerung oder Penaltyschießen, N = Niederlagen

#### Gruppe B
| 7. Januar 2016 11:45 Uhr (Ortszeit) | Polen | 11:0 (6:0, 2:0, 3:0) Spielbericht | Australien | Nockhalle, Radenthein Zuschauer: 110 |

| 7. Januar 2016 15:15 Uhr | Italien | 3:1 (0:0, 2:1, 1:0) Spielbericht | Großbritannien | Nockhalle, Radenthein Zuschauer: 110 |

| 8. Januar 2016 11:45 Uhr | Polen | 1:3 (0:2, 0:1, 1:0) Spielbericht | Großbritannien | Nockhalle, Radenthein Zuschauer: 120 |

| 8. Januar 2016 15:15 Uhr | Australien | 0:8 (0:2, 0:3, 0:3) Spielbericht | Italien | Nockhalle, Radenthein Zuschauer: keine Angabe |

| 10. Januar 2016 11:45 Uhr | Großbritannien | 3:2 (1:0, 0:0, 2:2) Spielbericht | Australien | Nockhalle, Radenthein Zuschauer: 120 |

| 10. Januar 2016 15:15 Uhr | Italien | 4:2 (0:0, 2:0, 2:2) Spielbericht | Polen | Nockhalle, Radenthein Zuschauer: 250 |

| Pl. |                | Sp | S | OTS | OTN | N | Tore  | Punkte |
| 1.  | Italien        | 3  | 3 | 0   | 0   | 0 | 15:03 | 9      |
| 2.  | Großbritannien | 3  | 2 | 0   | 0   | 1 | 07:06 | 6      |
| 3.  | Polen          | 3  | 1 | 0   | 0   | 2 | 14:07 | 3      |
| 4.  | Australien     | 3  | 0 | 0   | 0   | 3 | 02:22 | 0      |

Abkürzungen: Pl. = Platz, Sp = Spiele, S = Siege, OTS = Siege nach Verlängerung (Overtime) oder Penaltyschießen, OTN = Niederlagen nach Verlängerung oder Penaltyschießen, N = Niederlagen

### Endrunde

#### Spiel um Platz 7
| 11. Januar 2016 11:45 Uhr (Ortszeit) | Rumänien | 6:7 n. P. (3:1, 2:2, 1:3, 0:0, 0:1) Spielbericht | Australien | Nockhalle, Radenthein Zuschauer: 130 |

#### Spiel um Platz 5
| 11. Januar 2016 15:15 Uhr | Volksrepublik China | 5:2 (1:0, 4:0, 0:2) Spielbericht | Polen | Nockhalle, Radenthein Zuschauer: keine Angabe |

#### Spiel um Platz 3
| 11. Januar 2016 12:00 Uhr | Kasachstan | 2:0 (1:0, 1:0, 0:0) Spielbericht | Großbritannien | Eis-Sport-Arena, Spittal an der Drau Zuschauer: 300 |

#### Finale
| 11. Januar 2016 15:30 Uhr | Österreich | 3:2 (1:2, 1:0, 1:0) Spielbericht | Italien | Eis-Sport-Arena, Spittal an der Drau Zuschauer: 736 |

### Auf- und Abstieg
| Absteiger in die Division IB:  | Dänemark   |
| Aufsteiger in die Division IA: | Österreich |